# ケレスティヌス5世 (ローマ教皇)
ケレスティヌス5世（Caelestinus V, 1210年頃 - 1296年5月19日）は、中世のローマ教皇（在位：1294年7月5日 - 12月13日）。修道士として有徳の人であったが、教皇空位の混乱を収拾するために政治的に一時的に「つなぎ役」の教皇として選出された。しかし教皇の座を厭い、在位約半年で自ら退位した。イタリアのイゼルニア出身、本名はピエトロ・ダ・モローネ（Pietro da Morone, モローネのピエトロ）である。

## 人物・略歴
1209年から1210年頃にイタリアのイゼルニア（現モリーゼ州イゼルニア県）にて、小作農の家に生まれたと考えられている。若くしてベネディクト会の修道士となり、禁欲主義を貫きながら隠修士、司祭、修道院長などを歴任した。その後、修道院を離れ苦行に耐えつつ隠遁の生活を続けながら、貧者や病人の世話に専念する修道会（のちのケレスティヌス修道会）を創設した。病気を奇蹟的に治癒させた人物としても、その名声は知れわたっていた。

### 教皇登位
1292年4月4日に教皇ニコラウス4世が死去し、後継者の人選をめぐってコンクラーヴェ（教皇選挙会議）が開催されたものの、有力な枢機卿や諸侯や諸君主の思惑から紛糾して後継教皇の選出が出来ず、教皇が空位という事態が2年も続くことになる。1294年3月になってナポリ国王カルロ2世がコンクラーヴェが開催されているペルージャ（ウンブリア州ペルージャ県）に赴き、その場に会した枢機卿たちに4人の教皇候補を記したメモを示して後継選出を促したものの、長きにわたる紛糾に疲弊していたせいもあって、枢機卿は特に関心を示そうともしなかった。ところがカルロがペルージャを発った後にローマで暴行事件が起こり、そこに（コンクラーヴェに出席していなかった）枢機卿らが関わったことで殺人事件から暴動へとエスカレートする。
この事態を見てピエトロ・ダ・モローネは、ペルージャに出席していた枢機卿の一人に手紙を出し、すぐにでも教皇を選出しなければコンクラーヴェに会する者どもには必ずや神罰が下るであろうと警告した。手紙を受け取った枢機卿はコンクラーヴェにこの手紙を披露し、いっそピエトロ自身に教皇になってもらったらどうかと周囲に提案、それを受けてその場にいた全員がその案を支持した。この展開はピエトロ本人にも意外であり、そのために一時は教皇位の辞退を望んで修道院から退去しようとする。だが、ナポリ王カルロに制止されて教皇に就任するよう懇願され、ハンガリー王のアンドラーシュ3世やリヨンの大司教の説得によって、ようやく教皇になることを承知して戴冠式をおこなった。

### 教皇ケレスティヌス

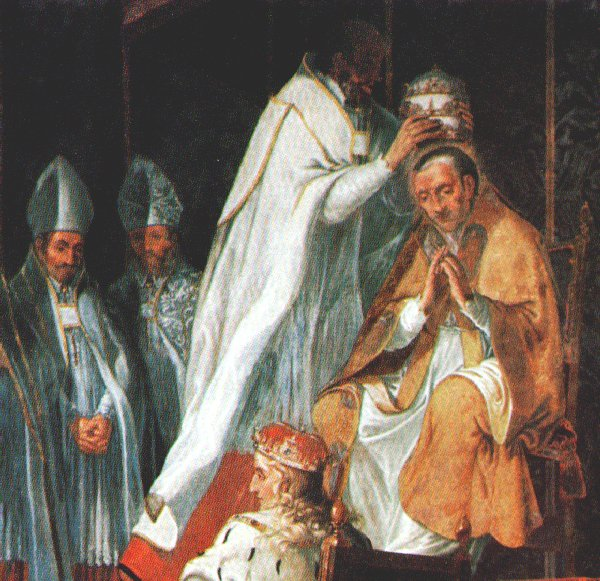
ローマで戴冠するケレスティヌス5世

こうしてピエトロ・ダ・モローネは教皇ケレスティヌス5世として就任したものの、ローマには行かず自らの身辺をカルロ2世に委ねてナポリ（カンパニア州ナポリ県）に居住した。また、カルロ2世を次期コンクラーヴェの正式な監視人とするばかりか、カルロ2世の望む人物を教会の役職に据えるなど、実質的にカルロ2世の傀儡としての存在となった。
半年足らずの教皇在任中には、フランシスコ会からのスピリトゥアル派の独立を認めている。13世紀中葉にフィオーレのヨアキムの著作の影響が聖者アッシジのフランチェスコが創設したフランシスコ会におよび、13世紀後半に入ると北イタリアや南フランスでは、ヨアキム主義の影響を受けたフランシスコ会の少数派が清貧の厳格な実践を唱えるようになった。この一派が厳格派ないし心霊派と称し、その主張をスピリトゥアル主義と呼んでいる。北イタリアのスピリトゥアル派は1280年以降フランシスコ会内部で弾圧を受けていたが、ケレスティヌス5世はこれを認め「教皇ケレスティヌスの貧しき隠遁者」から独立する。

### 教皇退位
ケレスティヌス自身、不本意な形での教皇での擁立であり、なおかつ政争の具として利用された格好でもあり、本人にとっては一種の災難であった。在位数か月にしてケレスティヌス5世は、自ら「教皇の器にあらず」と述べて退位を希望し、教会法に詳しい教皇官房のベネデット・カエターニ枢機卿に相談した。カエターニ枢機卿は教会法に基づいた辞任の方法を教皇に助言し、ケレスティヌスは自ら「教皇に選ばれた者は、選出を拒否する権利を持つ」という法令を出し、結局半年たらずで教皇を退位した。ここに、存命のまま教皇が退任するという異例の事態が発生した。
ケレスティヌス5世は、夜な夜な聞こえる「ただちに教皇職を辞し、隠者の生活に戻れ」という声に悩まされた末にカエターニ枢機卿に相談したのであるが、実際のところカエターニ自身が、部下に教皇の寝室まで伝声管を引かせて毎晩のように声を聞かせた上に、教皇を不眠症と神経衰弱に追い込んだ張本人であったと言われている。インドロ・モンタネッリ『ルネサンスの歴史』でも、すべてカエターニ枢機卿の仕組んだことだとして一連のできごとを記述している。

### フモーネ幽閉、最期

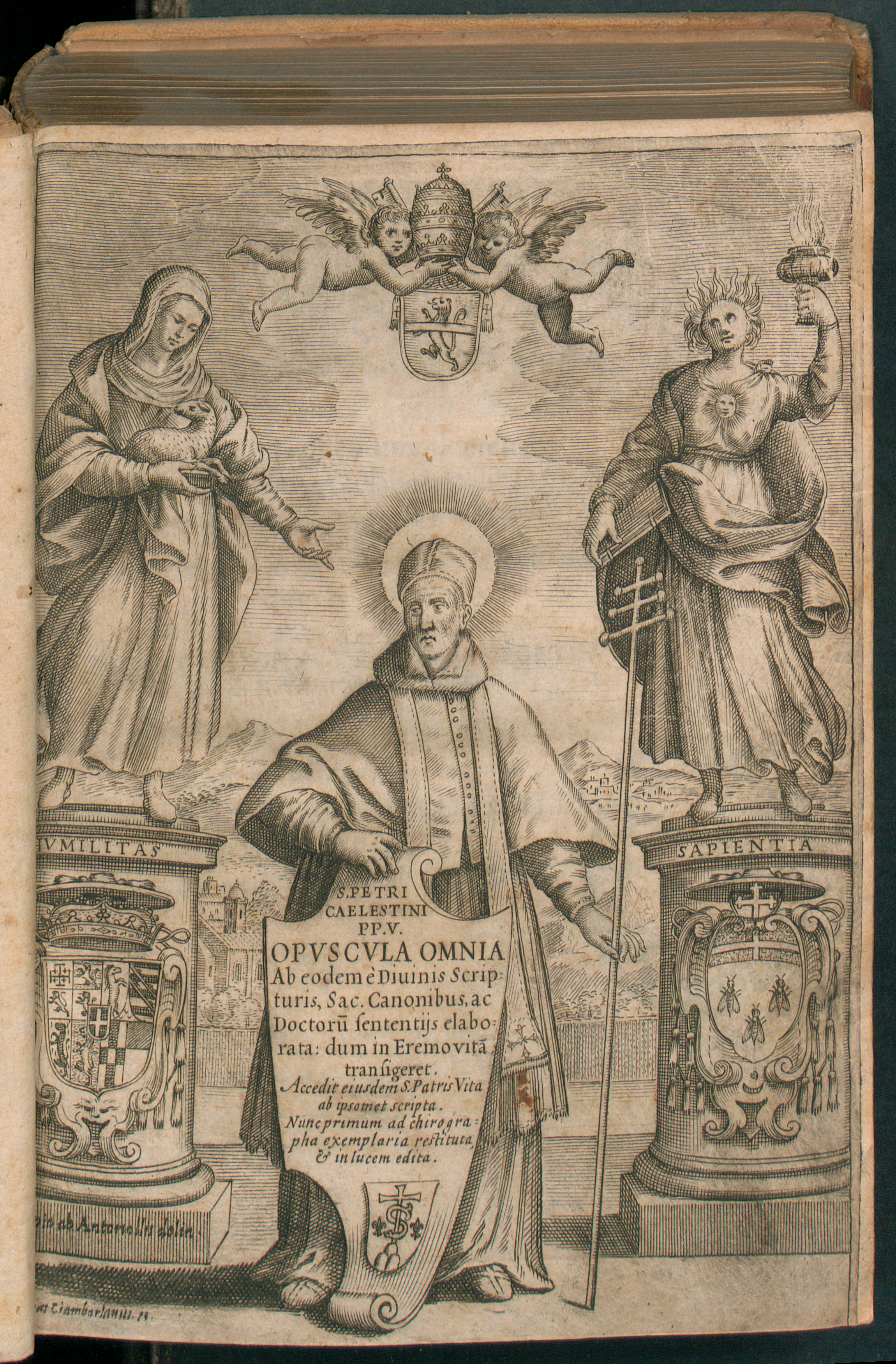
Opuscula omnia, 1640

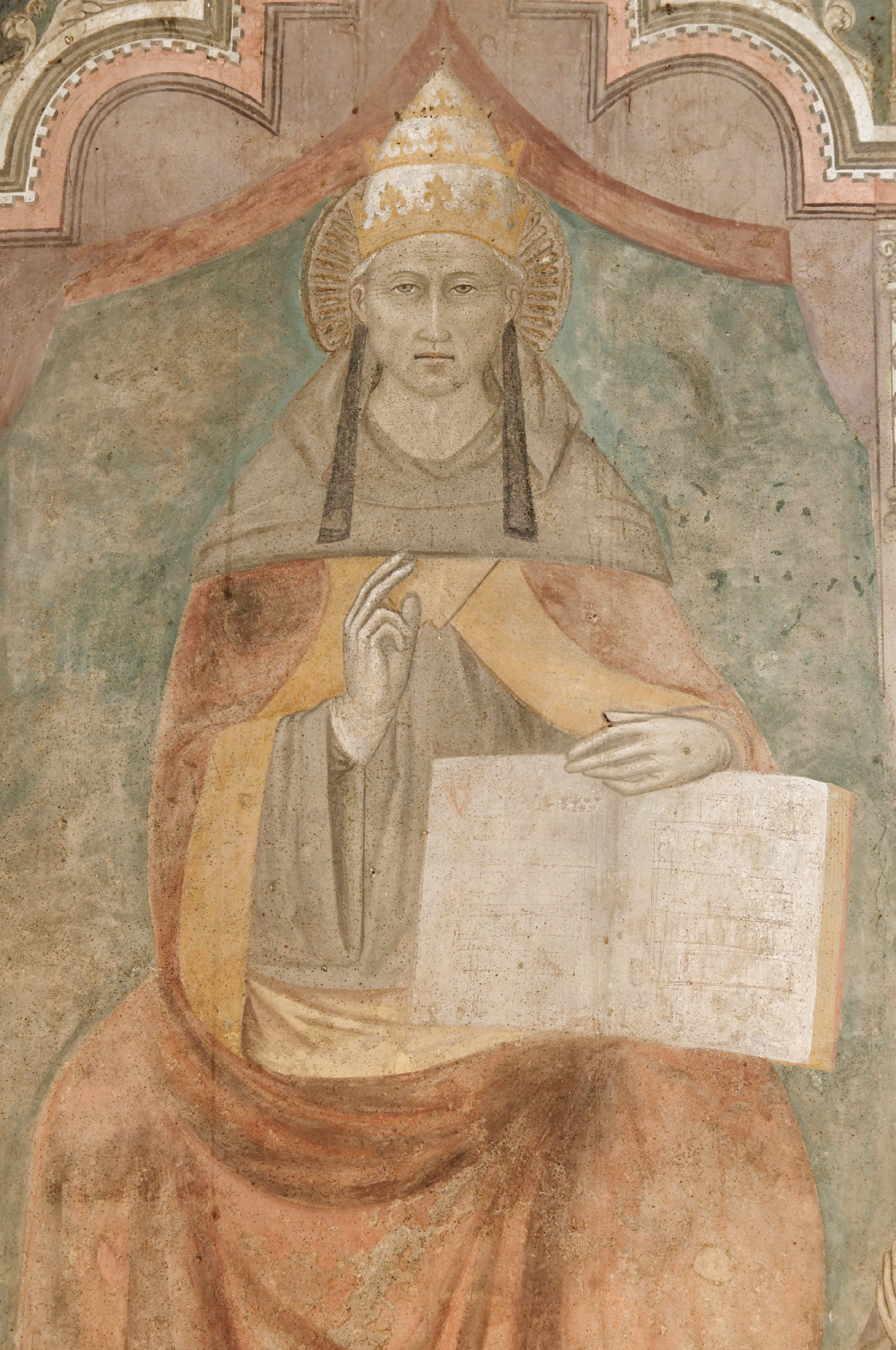
ニッコロ・ディ・トンマーゾによるSt Peter Celestine像

ケレスティヌス5世の退位に伴い、カエターニ枢機卿がボニファティウス8世として即位するも、イタリア貴族のコロンナ家がこの即位に不満を抱くことになった。当初は新教皇ボニファティウス8世の傲慢さが原因だったともいわれているが、ボニファティウス8世の対シチリア政策にも反対しており、ケレスティヌス退位の経緯が教会法に違背しているのではないかと退任の合法性に疑問を呈した。
この追及をかわすためにボニファティウス8世は、前教皇ケレスティヌス5世を拘束してローマの南東およそ36キロメートル、フェレンティーノに近いフモーネ城（ラツィオ州フロジノーネ県）の牢獄に幽閉した。獄中でケレスティヌス5世は感染症から膿瘍の痛みに苦しみ、幽閉から10か月の後に獄死した。86歳前後であり、当時としてはたいへんな高齢であった。
晩年は苛酷な運命に翻弄されたケレスティヌス5世であったが、のちに列聖された。